# ريان تايلر
ريان تايلر (بالإنجليزية: Ryan Tyler)‏ هي مغنية ومغنية مؤلفة أمريكية، ولدت في 6 أكتوبر 1973.

## وصلات خارجية
- ريان تايلر على موقع ميوزك برينز (الإنجليزية)